# Asbach (Schiff)
Die  Asbach ist ein Ausflugsschiff, das im Auftrag der Köln-Düsseldorfer Deutsche Rheinschiffahrt GmbH betrieben wird. Sie wird vorwiegend im Plandienst auf dem Mittelrhein zwischen Koblenz und Mainz eingesetzt. Umlaufbedingt wird sie im Wochenendverkehr auf der längsten von der Reederei bedienten Strecke von Mainz nach Köln eingesetzt. Die Asbach ist das baugleiche Schwesterschiff der RheinVision ex. Loreley, die ebenfalls 1996 den Betrieb aufnahm.

## Literatur

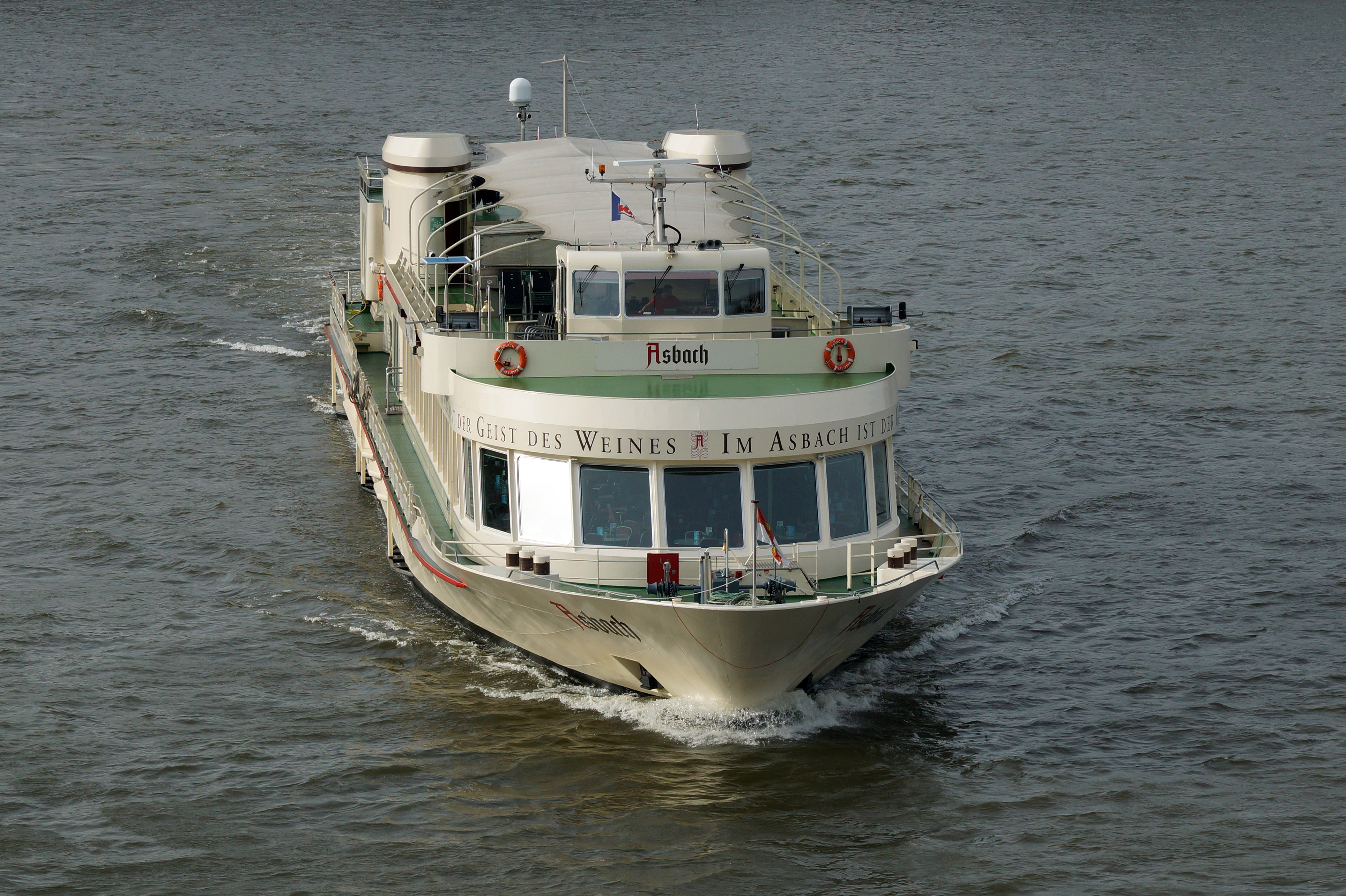
In Fahrt bei Köln

## Geschichte

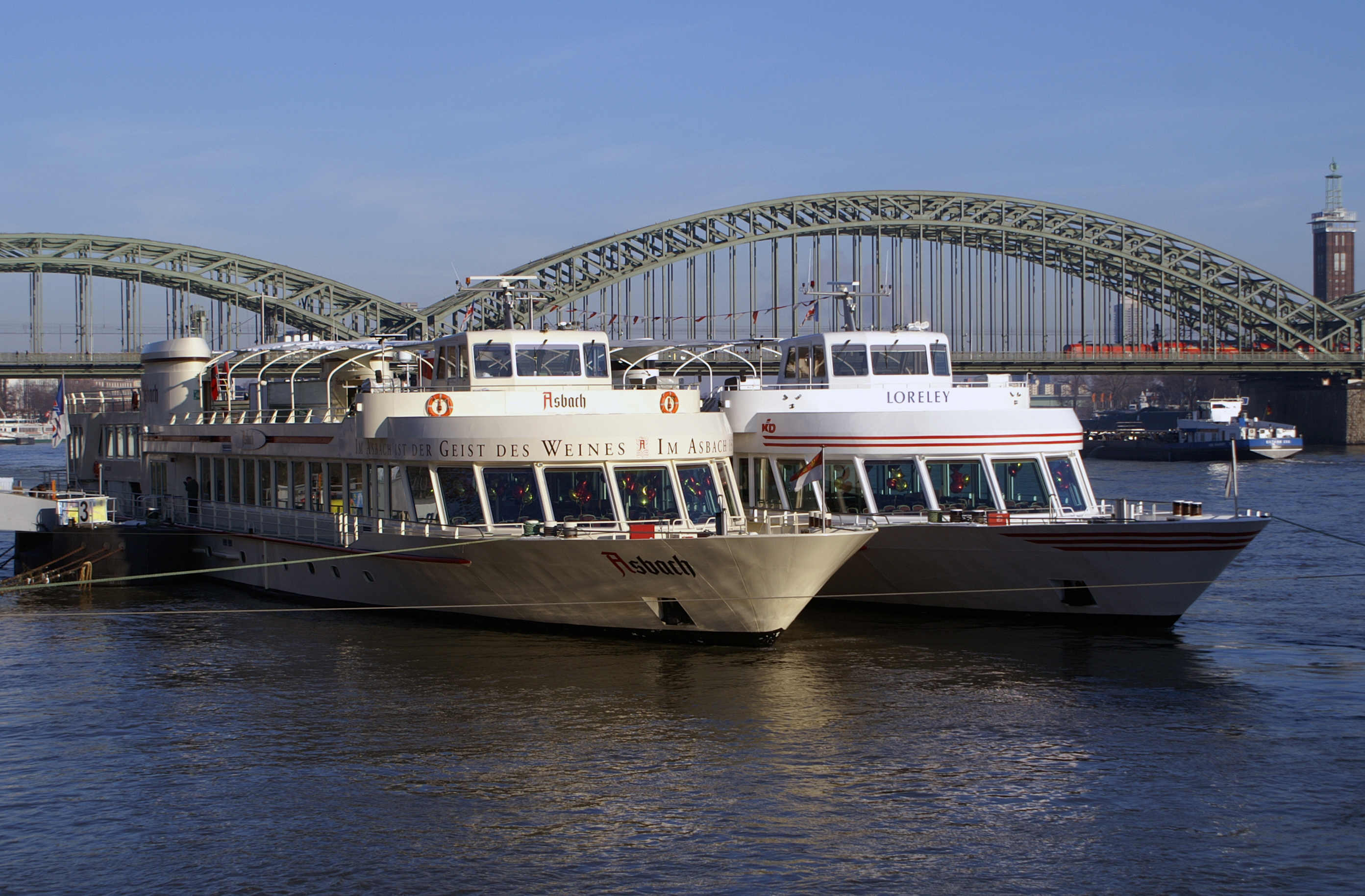
Die Asbach und ihr Schwesterschiff Loreley gemeinsam am Anleger Köln

Das Fahrgastschiff wurde in den Jahren 1995 und 1996 von der De Hoop-Werft in Rijnwaarden unter der Baunummer 365 gebaut. Die Kiellegung erfolgte im November 1995, der Stapellauf am 12. April des Folgejahres. Infolge von extremem Niedrigwasser hatte die Bauwerft zur Sicherheit am Heck des Schiffes zuvor einen zirka zehn Meter langen Schwimmkasten angeschweißt, der aber nicht verhinderte, dass es beim Stapellauf den Grund berührte. Die Werft lieferte das Schiff trotz leichter Schäden am Schiffsboden am 28. April 1996 aus. Am 2. und 3. Mai prüfte die Reederei die Betriebssicherheit mittels einer Leerfahrt von Köln-Niehl nach Bad Salzig. Am nächsten Tag setzte die Köln-Düsseldorfer sie zum Test auf einer Planfahrt zwischen Bad Breisig und Mainz ein. Bei den Probefahrten stellte die Reederei keine nachteiligen Beeinträchtigungen des Fahrbetriebs fest, sodass das Schiff am 9. Mai 1996 von Tilla von Golz, der damaligen Geschäftsführerin der Deutschen Burgenvereinigung Braubach in Koblenz auf den Namen Marksburg getauft wurde. Gleichzeitig übernahm die Köln-Düsseldorfer das Schiff von der Bauwerft. Ab dem 10. Mai setzte die Reederei die Marksburg im Plandienst vorwiegend auf dem Mittelrhein zwischen Koblenz und Rüdesheim ein.
Im Zuge des Sponsorings der Asbach GmbH wurde die Marksburg Anfang 2002 in Asbach umbenannt und später zusätzlich in den Farben des Rüdesheimer Unternehmens gestaltet. Im Dezember 2008 wurde das Schiff an die hundertprozentige Unternehmenstochter KD Europe S.à r.l in Luxemburg verkauft und anschließend im Januar 2009 in Valletta auf Malta registriert. Da die Schiffe der Köln-Düsseldorfer ihren Heimathafen mangels Hochseetauglichkeit nicht erreichen können, werden sie im Niehler Hafen in Köln gewartet.

## Ausstattung

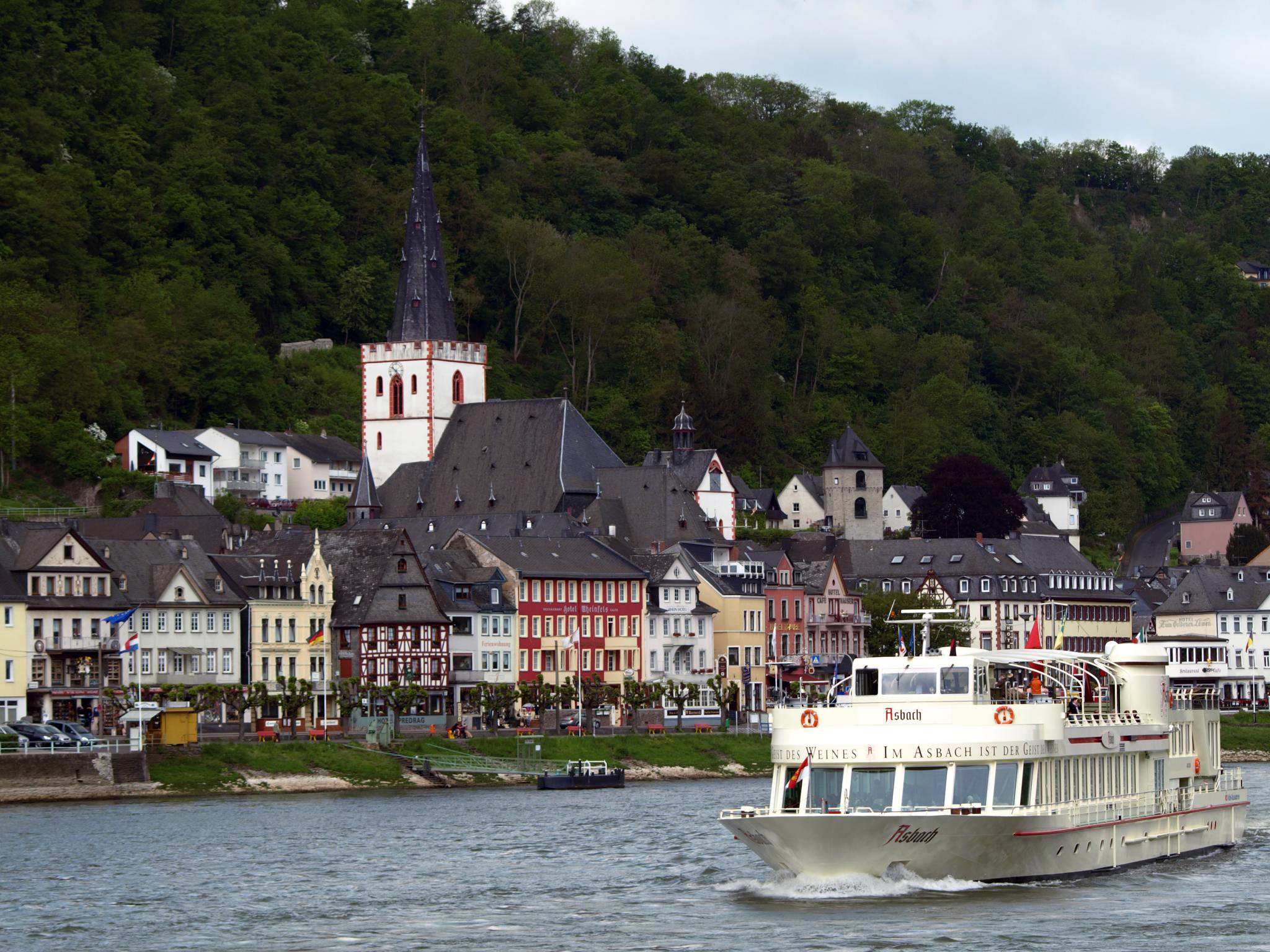
Die Asbach bei Sankt Goar

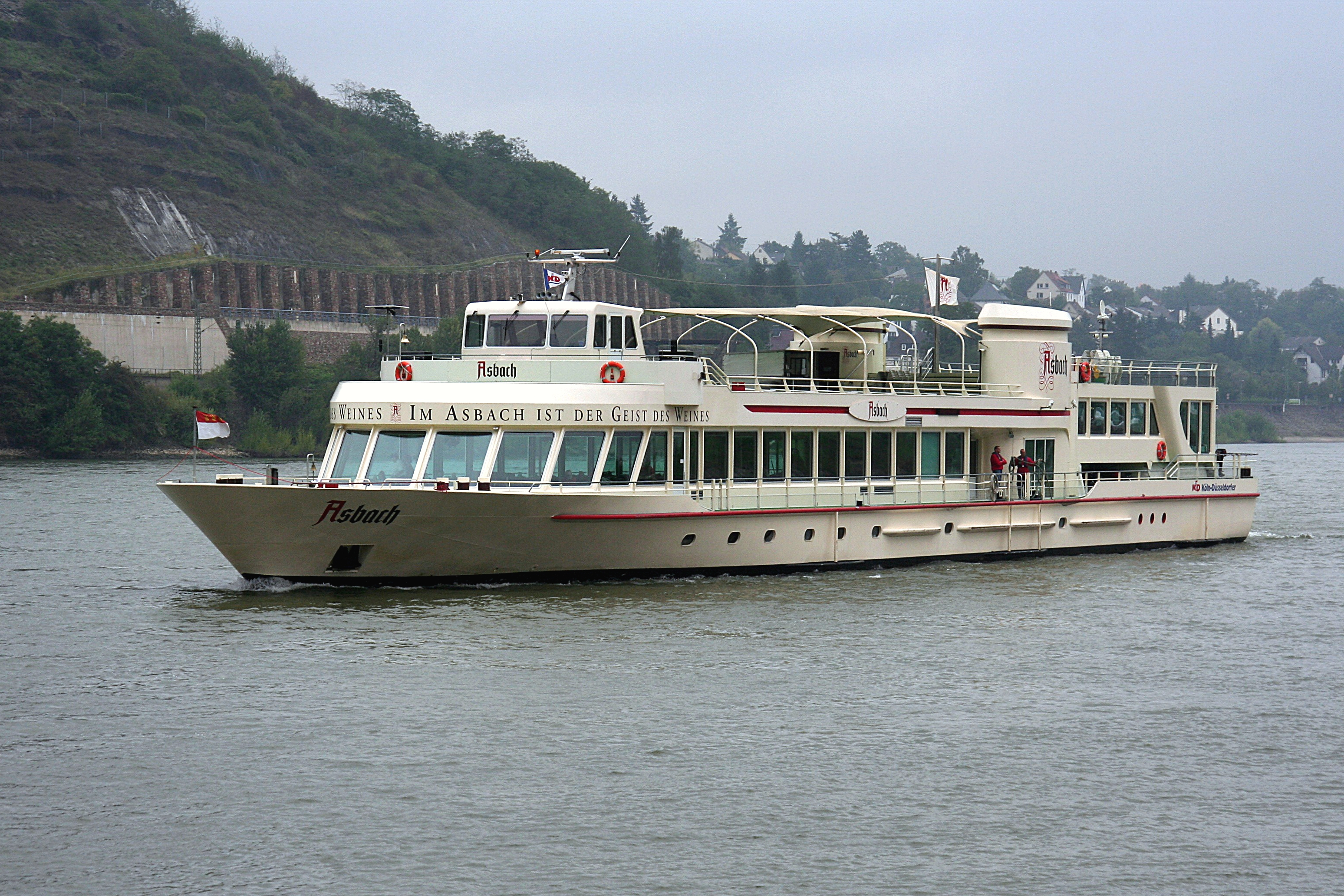
Asbach bei Andernach

Die Asbach ist ein Dreideck-Fahrgastschiff mit zwei Salons im geschlossenen Hauptdeck. Bei Normalbestuhlung finden im vorderen Hauptdeck 278 und im mit einer Bar ausgestattetem, etwas höher liegenden hinteren Hauptdeck 141 Fahrgäste Platz. Unterhalb dieses Schiffsteils liegt ein etwa 1,40 m hohes Zwischendeck, das als Abstellraum für Fahrräder genutzt wird. Das bei Bedarf teilweise mit einem Sonnensegel abdeckbare Freideck ist für 150 Personen ausgelegt. Achtern bzw. hinten befindet sich ein kleiner Spielplatz mit einer Rutschbahn. Im Unterdeck schließen sich an den Bugstrahlruderraum beidseitig jeweils sechs Mannschaftskabinen an. Daran angrenzend befindet sich die Schiffsküche, von der ein Treppenzugang zum Hauptdeck für das Personal führt. Die Treppe im Mittelschiff ermöglicht den Fahrgästen den Zugang vom Hauptdeck zu der dort angrenzenden Garderobe, dem Schiffsbüro und zu den Toiletten. Achtern sind außer dem Maschinenraum noch Kühl- und Lagerräume vorhanden, die über eine weitere Personaltreppe mit dem Hauptdeck verbunden sind. Im Zwischenraum von Unterdeck und Schiffsboden sind Trinkwasser-, Kraftstoff- und Fäkalientank eingebaut. Alle achtern liegenden Bereiche des Schiffs können Gehbehinderte über einen steuerbordseitigen Aufzug erreichen. Die Nutzfläche des Schiffes beträgt zirka 630 m², die Deckenhöhe 2,20 bis 3 m. Die maximale Passagierkapazität ist mit 600 Personen angegeben.

## Technik
Das Schiff wird von zwei V-10-Zylinder-Dieselmotoren à 346 kW der Baureihe MAN D2840LE über zwei Aquamaster-Ruderpropeller des Typs Rauma US381/1500 angetrieben. Das Bugstrahlruder des niederländischen Herstellers De Gerlien van Tiem verfügt über einen 230 kW starken MAN-Antrieb. Das Schiff ist 68,13 m lang, 11,40 m breit und 10,30 m hoch. Der Tiefgang bei Volllast beträgt 1,25 m.